# Mètode Orff

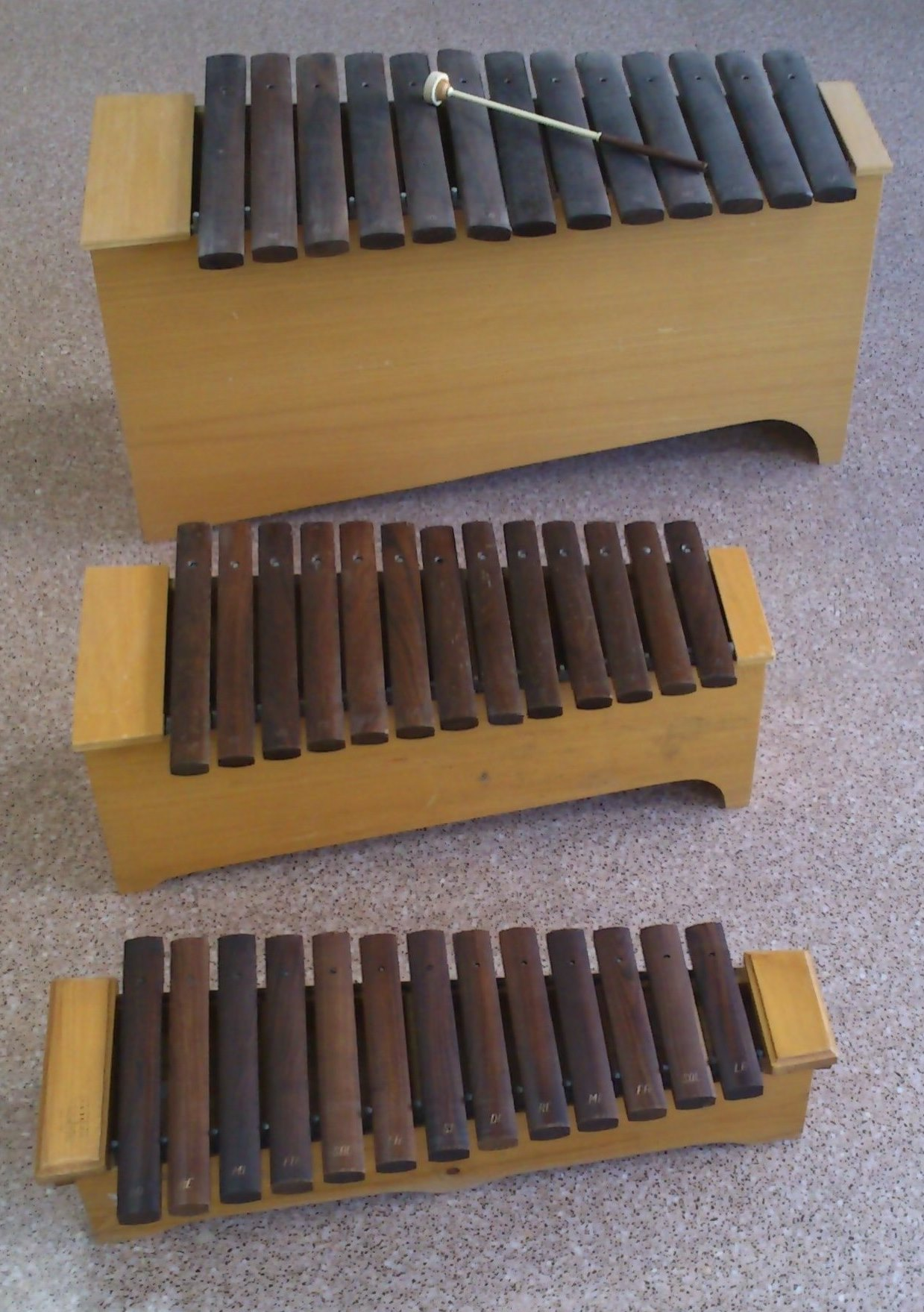
Tres xilòfons usats al mètode Orff

El Mètode Orff (en alemany: Orff Schulwerk, treball escolar d'Orff) és un mètode pedagògic per a l'ensenyament musical que va ser escrit el 1930 per Carl Orff juntament amb Gunild Keetman (1904-1990) i Dorothee Gunther (1896-1975). En aquest mètode es recull nombroses elaboracions, a partir dels ensenyaments que havia impartit el propi Carl Orff a l'escola que havia fundat el 1924 juntament amb Dorothee Gunther. El mètode consisteix essencialment en un repertori, producte del treball conjunt realitzat amb Gunild Keetman al llarg de diversos anys de transmissions radiofòniques amb nens, a partir de 1948. Per tant, és un recull de repertori, que posteriorment es va ampliar i sistematitzar. Amb aquesta obra Orff introdueix els instruments de percussió dins de l'ensenyament escolar i fomenta la prosòdia, a més d'utilitzar cançons de tradició oral. La pedagoga Montse Sanuy ho introdueix a Espanya.
Carl Orff va definir el seu treball com: «més un model que un mètode, ja que és necessari adaptar al context, a la llengua materna i al nivell de l'alumnat». Aquest sistema pedagògic es basa en el trinomi de paraula, música i moviment.
En aquesta obra es treballa amb una escala pentatònica i els sons són estudiats segons la seqüència: sol, mi, la, do, re. Per iniciar-se en el programa, l'alumne comença interpretant patrons rítmics senzills, fins a arribar a interpretar peces de conjunt amb un xilòfon, metal·lòfon, glockenspiel i altres instruments de percussió que solen presentar-se en equips didàctics de diferents nivells per a poder ser usats per alumnes de diferents edats.
Al costat del treball dels instruments de percussió que es comenten a continuació va ser el pioner en introduir la flauta dolça a les escoles, a causa del seu baix cost d'adquisició; grandària apropiada a l'edat infantil; facilitat tècnica i de transport. A més, per a l'alumnat, iniciar-se en la interpretació d'un instrument melòdic ajuda a fixar l'entonació, afegeix motivació, millora les qüestions agògiques i dinàmiques, així com incrementa la musicalitat.